# Alejandro Scopelli
Alejandro Scopelli Casanova (La Plata, 12 de maio de 1908 - Cidade do México, 23 de outubro de 1987) foi um futebolista argentino naturalizado italiano que foi vice-campeão, pela Argentina, da Copa do Mundo de 1930, realizada no Uruguai.

## Títulos

### Jogador
Argentina
- Copa América: 1937

### Treinador
América
- Copa México: 1963-64, 1964-65

Universidad de Chile
- Campeonato Chileno: 1967